# JADE (Detektor)
JADE war ein Teilchendetektor der zum Teilchenbeschleuniger PETRA am Forschungszentrum DESY in Hamburg gehörte und von 1979 bis 1986 betrieben wurde. JADE's wichtigste wissenschaftliche Errungenschaft war der Nachweis des Gluons durch 3-Jet-Ereignisse. Außerdem wurde durch das Experiment die Etablierung der Quantenchromodynamik stark vorangetrieben.
JADE steht als Abkürzung für Japan, Deutschland und England, jene drei Länder, in welchen die mitwirkenden Universitäten liegen. Die Drahtkammer von JADE wird heute im Physik-Hörsaal der Ruprecht-Karls-Universität Heidelberg ausgestellt. Obwohl die Datennahme 1986 endete werden die Daten weiter zur Forschung verwendet, so wurde der bisher aktuellste  Artikel 2012 veröffentlicht. Im Jahr 1995 verlieh die European Physical Society (EPS) den Special High Energy and Particle Physics Prize an die JADE-, PLUTO-, TASSO- and MARK-J-Kollaborationen am PETRA-Beschleuniger für die Errungenschaft, die Existenz des Gluons gleichzeitig auf voneinander unabhängigen Arten und Weisen zu belegen („establishing the existence of the gluon in independent and simultaneous ways“).